# Dolcinià
Els dolcinians foren una secta religiosa de l'edat mitjana tardana, procedents dels germans apostòlics. Estaven inspirats pels ideals franciscans i influenciats pel joaquimisme, però van ser considerats herètics per l'Església. El seu nom deriva del líder del moviment, Dolcí de Novara (ca. 1250-1307), que va ser cremat com a heretge per ordre del papa Climent V.
A finals de 1304, només 1.400 van sobreviure al cim de la muntanya Parete Calba, en la fortificació Piano dei Gazzari. Van baixar de la muntanya per saquejar i matar les persones de la vall, responsables als seus ulls per no defensar-los contra les tropes episcopals.